# Kirchenburg Krakau
Die Kirchenburg Krakau, ursprünglich eine Wehrkirche im rumänischen Cricău, ist eine Kirche der Reformierten Kirche in Rumänien.

## Geschichte
Der Ort ist 1206 in einer Urkunde von Andreas II. von Ungarn als Ortschaft der Saxones erwähnt. Die Wehrkirche stammt ursprünglich aus dem 13. Jahrhundert. Die romanische Basilika wurde Ende des 13. Jahrhunderts mit einem 3/6-Chor ergänzt. Während Restaurierungsarbeiten von 1966 bis 1968 wurden das Westportal und die Zwillingsfenster des Glockenturms freigelegt und konsolidiert.

## Bauliche Merkmale
Das Westportal und die Zwillingsfenster am Glockenturm stammen aus der ersten Bauperiode. Der Chor erinnert an die Architektur der Kerzer Zisterzienser.
Die Kirche ist von einer ovalen, steinernen Ringmauer umgeben, die 1,3 m dick ist, mit Überresten eines runden Turmes im Nordosten und Grundmauern eines quadratischen Torturms im Nordwesten, welche ebenfalls bei Restaurierungsarbeiten 1966–68 nachgewiesen wurden. 